# Climatologia a Catalunya el 2013
La climatologia a Catalunya el 2013 va ser termomètricament normal a la majoria de comarques, lleugerament fred a zones del Pirineu i Prepirineu, a la serra de Pinós i als Ports, i en canvi lleugerament càlid a zones del litoral, prelitoral i de l'interior. No s'han donat ni grans fredorades ni grans calorades. La precipitació acumulada ha estat similar a la mitjana climàtica a una gran part del territori, però ha estat un any plujós a àrees del Pirineu, de ponent, a serres del Prelitoral, i sobretot al Pirineu occidental, on en certs punts s'ha de qualificar de molt plujós. en general ha estat un any de molta neu al Pirineu. Contràriament, s'ha de considerar un any sec al nord i a l'extrem sud del litoral, a punts de l'interior, del Prepirineu i també a la depressió de la Cerdanya.